# Quappwurm

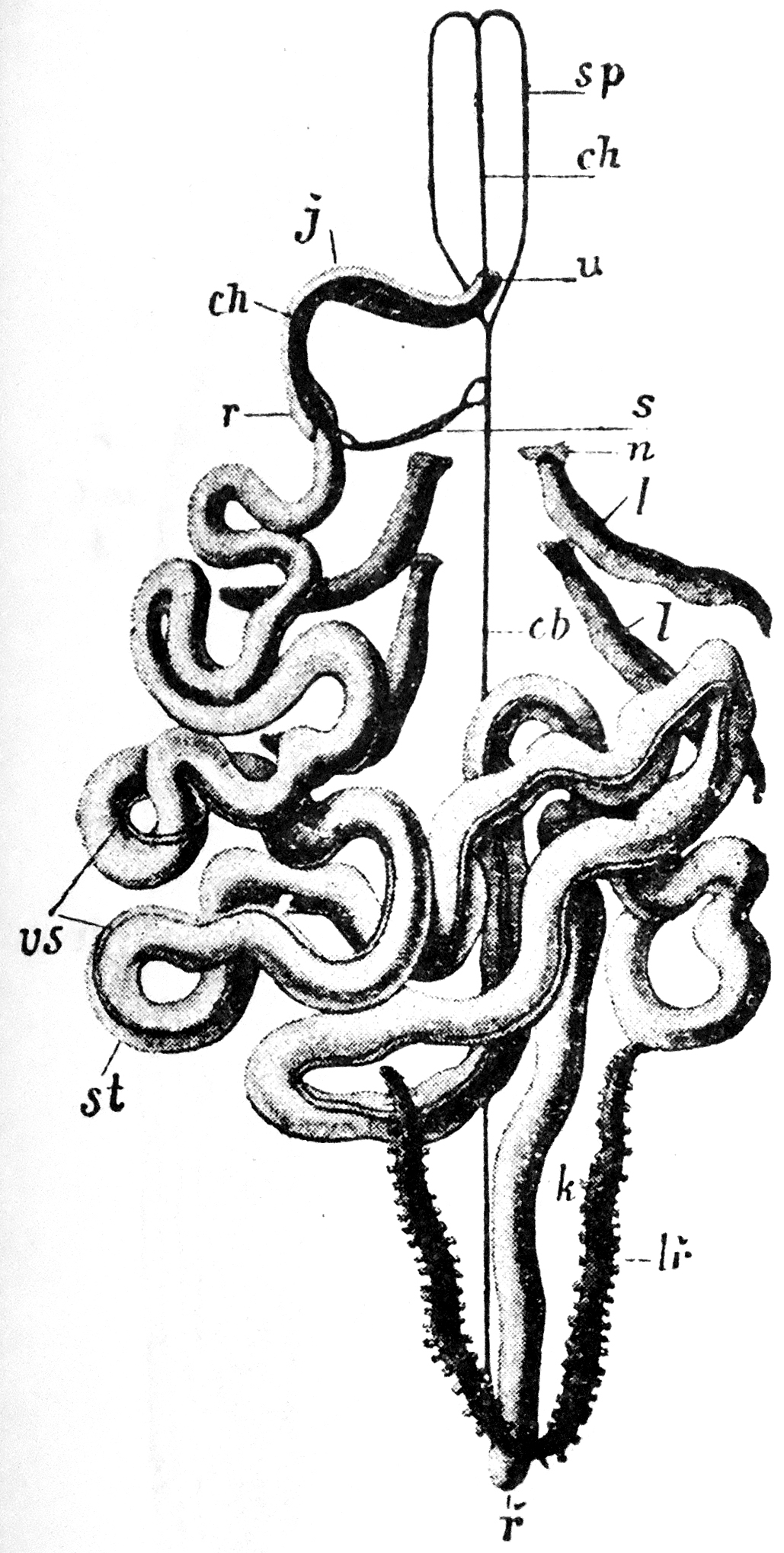
Darm und Blutgefäße von Echiurus echiurus, aus Ottův slovník naučný, 1897

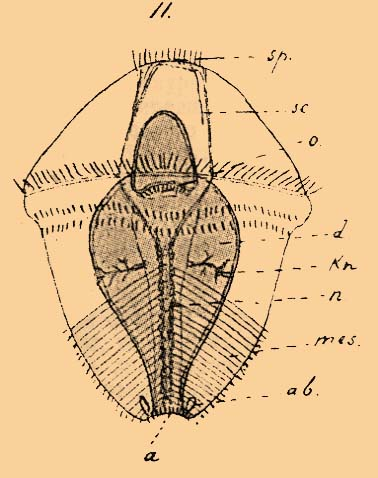
Trochophora-Larve von Echiurus echiurus, aus Brockhaus-Efron, 1905

Der Quappwurm, auch Meerquappe (Echiurus echiurus) ist ein Vertreter der Igelwürmer (Echiura) aus der Familie der Echiuridae, der im Nordatlantik bis zur Elbmündung und zum Kattegat vorkommt.

## Merkmale
Der etwa 7 bis 15 cm, bisweilen bis 20 cm lange und rund 2,5 cm breite zylindrische Rumpf von Echiurus echiurus hat eine gräulich braune bis gelblich graue Färbung und ist mit 21 bis 23 Ringen von Papillen versehen, die sich jeweils mit 4 bis 5 Ringen kleiner Papillen abwechseln. Vorn sitzen an der Bauchseite zwei Borsten und um den After am Körperende zwei Ringe aus jeweils 5 bis 9 Afterborsten. Die spatelförmige, etwa 3 bis 4 cm lange Proboscis sitzt am Vorderende nahe dem Mund und ist orange mit undeutlichen braunen Längsstreifen. Bauchseitig hat sie eine auffällige Wimperrinne.
Das Tier hat einen gewundenen Darm, der vorn von den 2 Paar Nephridien bedeckt ist und an dessen Ende ein Paar langer Analvesikel mit Wimpertrichtern sitzt.

## Verbreitung, Lebensraum und Lebensweise
Echiurus echiurus ist eine holarktische Art kälterer Gewässer und auch im nordöstlichen Atlantischen Ozean einschließlich der Nordsee bis zur Elbmündung und zum Kattegat verbreitet, wo er in der unteren Gezeitenzone und darunter vergraben im Sand oder Schlamm lebt. Hier ist er stellenweise so häufig, dass er bisweilen die einzige Nahrung hier lebender räuberischer Aale bildet. Die Nahrung des Quappwurms besteht aus Detritus, der mit der Proboscis vom Substrat aufgenommen und über die Wimperrinne zum Mund befördert wird.

## Lebenszyklus
Weibchen und Männchen sind bei Echiurus echiurus gleich groß. Die Tiere paaren sich im Winter, wobei äußere Befruchtung stattfindet. Es entstehen frei schwimmende, mehrere Wochen als Zooplankton lebende Trochophora-Larven, die später in einem graduellen Prozess zu bodenlebenden Würmern metamorphosieren.

## Erstbeschreibung
Der Quappwurm wurde als erste Igelwurmart überhaupt 1766 von Peter Simon Pallas unter dem Namen Lumbricus echiurus beschrieben und damit in eine Gattung mit den Regenwürmern gestellt. Der französische Zoologe Guérin-Méneville stellte 1831 die Gattung Echiurus auf, deren Typusart den bis heute gültigen Artnamen Echiurus echiurus erhielt. 